# Simulium krymense
Simulium krymense är en tvåvingeart som först beskrevs av Rubtsov 1956.  Simulium krymense ingår i släktet Simulium och familjen knott. Inga underarter finns listade i Catalogue of Life.